# Casino de la Rabassada
El Casino y Gran Hotel de la Rabassada fue un casino, hotel y restaurante situado en la carretera de la Rabassada en el término de San Cugat del Vallés, en la provincia de Barcelona.
Viene descrito en el catálogo de masías, casas rurales y otras construcciones del parque natural de la Sierra de Collserola, aprobado por acuerdo de la comisión de territorio de Cataluña en 22-12-20, y publicado en el DOG del 12-2-21, que afirma que formaba parte de un complejo, formado por el edificio emblemático del casino, en el seno de una zona de atracciones y un lago artificial. Actualmente sólo quedan los restos del mirador, los taludes y túneles del Scenic Railway y el propio lago. De los restos de la caseta del transformador se pueden ver el paño de unos 5 metros de altura de la pared cubierta de ladrillos y estucada a modo de dovelas y sillares acolchados, rematados con una escultura de la cara femenina envuelta de hojas de palma que hace de ménsula y sostiene un balcón mirador de piedra. De la caseta surge el puente de igual factura. Destacan también la valla del jardín al borde de la carretera de la Rabassada, con restos de decoraciones neoárabes, inspiradas en los alicatados de los Reales Alcázares de Sevilla clasicistas, o las molduras acolchadas. El Gran Casino de la Rabassada y Hotel era propiedad de la Sociedad "La Rabassada". Disponía de una serie de atracciones importadas de otros parques, como Londres o París, y de un lago artificial donde se alquilaban barcas. 
El Casino se encuentra enclavado en una finca de 10,68 hectáreas, cuyos propietarios mantienen como reserva forestal.

## Hotel y casino

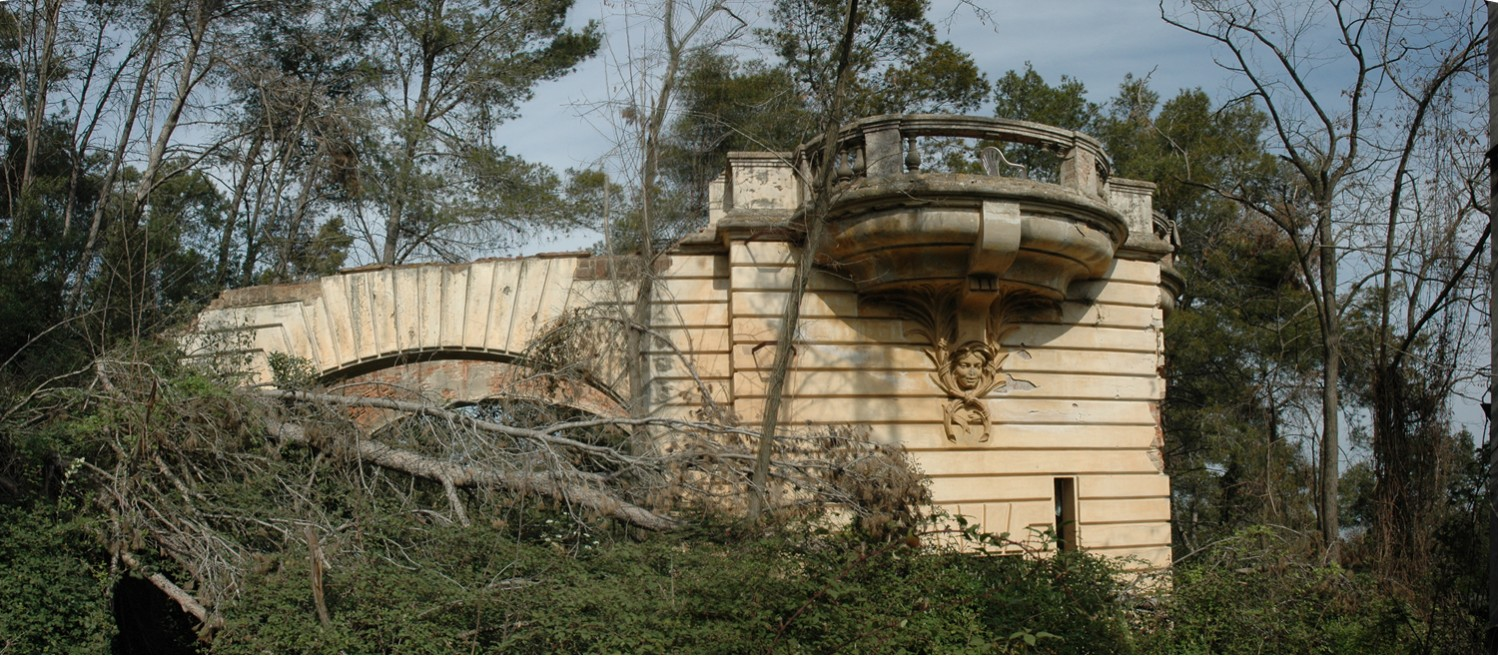
El Mirador del casino.

En 1899 se construyó el Gran Hotel de la Rabassada, decorado por el taller del pintor francés Edmond Lechevallier Chevignard, que se amplió en 1911 con la construcción de un casino, proyectado por el arquitecto Andreu Audet i Puig, y una zona de atracciones.
Fue una obra faraónica que contó con un presupuesto de 2,5 millones de pesetas, insólito en la época. Más de 300 invitados asistieron a su inauguración el 15 de julio de 1911, diez años después de que se hubiera inaugurado el Tibidabo.
Este majestuoso casino fue el símbolo del lujo de una ciudad en plena expansión económica. No le faltaba de nada y hasta tenía su propio parque de atracciones, restaurante con amplios comedores y chefs venidos de París, orquesta, hotel con habitaciones de lujo, salones recreativos, oratorio público, y grandiosos jardines con vegetación exótica procedente de diversos lugares del planeta.

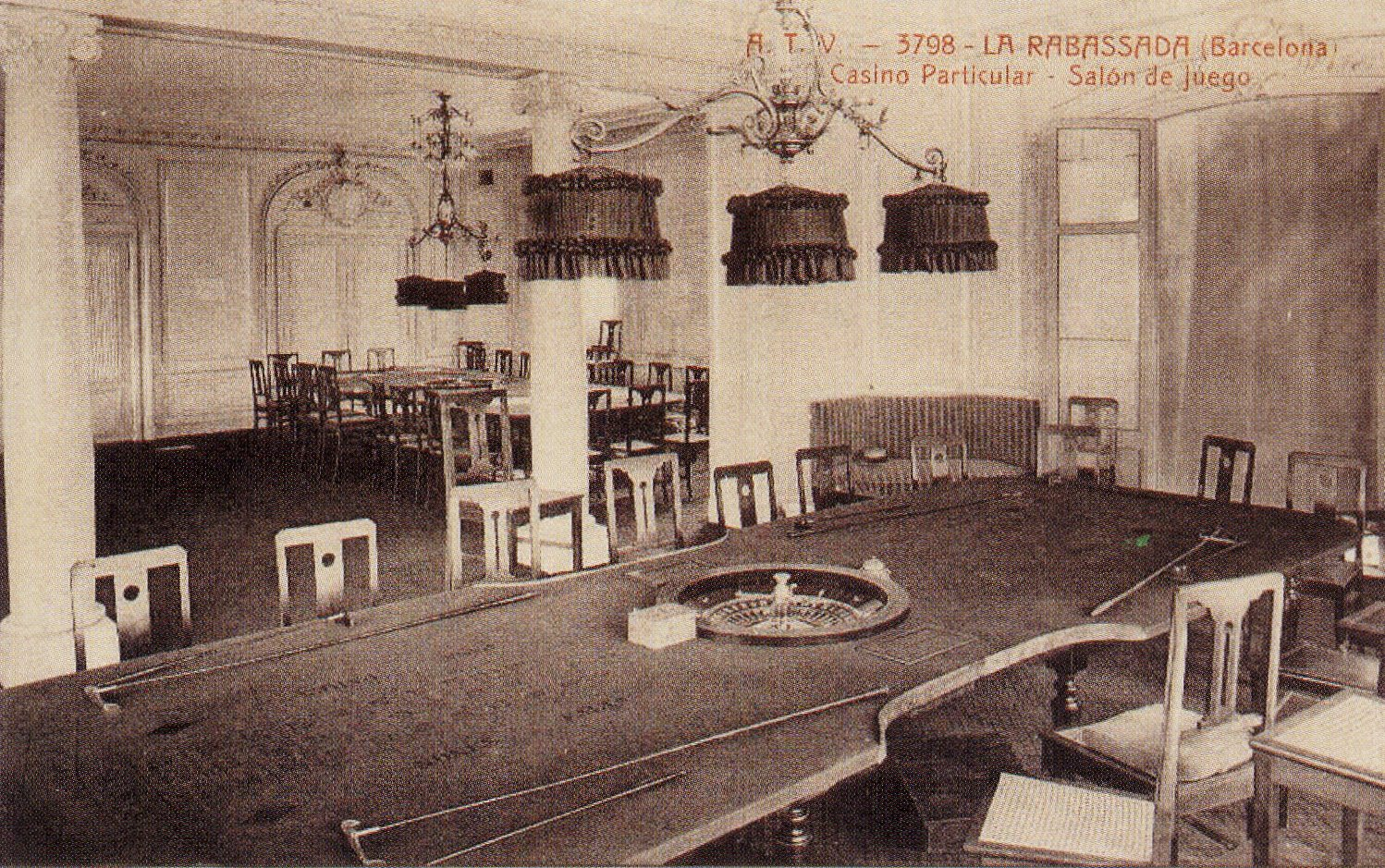
Interior del casino.

Los folletos de la época hacían la siguiente propaganda:

Establecimiento de primer orden, a 400 metros sobre el nivel del mar y rodeado de frondosos bosques. La situación topográfica, desde el punto de vista pintoresco y sano, no tiene rival en Europa. Hospedaje desde 8 pesetas sin desayuno. Restaurante a la carta y cubiertos desde 5 pesetas.

El Casino consiguió un gran renombre como centro de juego de la ruleta, donde se perdieron grandes fortunas.

## Parque de atracciones
La zona de atracciones estaba inspirada en otros parques de Londres, Nueva York o París, como lo demuestra el nombre que recibían algunas de sus atracciones: Scenic Railway, Cake Walk Building, Palais du Rire, Feu de Boules, etc.
La montaña rusa Scenic Railway (diseñada por LaMarcus A. Thompson, inventor de la montaña rusa) discurría, en gran parte del trayecto, por largos túneles subterráneos, algunos de los cuales aún se conservan bastante bien, en concreto, tres. Dos tienen cuatro metros de ancho por cinco de altura y conservan la salida. El tercero, en cambio, fue tapiado y no tiene salida posible.
A lo largo del tiempo se usaron para hacer pasar las vagonetas y guardarlas y más tarde como bodegas y almacenes. A poco más de cincuenta metros de estos túneles, y en dirección hacia Barcelona, se encuentra un lago que supuestamente se situaba bajo la montaña rusa.

## Legado ecológico
En el período 1900-1920, la urbanización y construcción del Casino de lan Rabassada y otros lugares emblemáticos de la Sierra, favoreció su ajardinamiento, con la introducción de especies exóticas, como el plátano de sombra, el castaño de Indias, el cedro del Atlas, el cedro de la India, la palmera excelsa o el azahar de la China.

## Declive

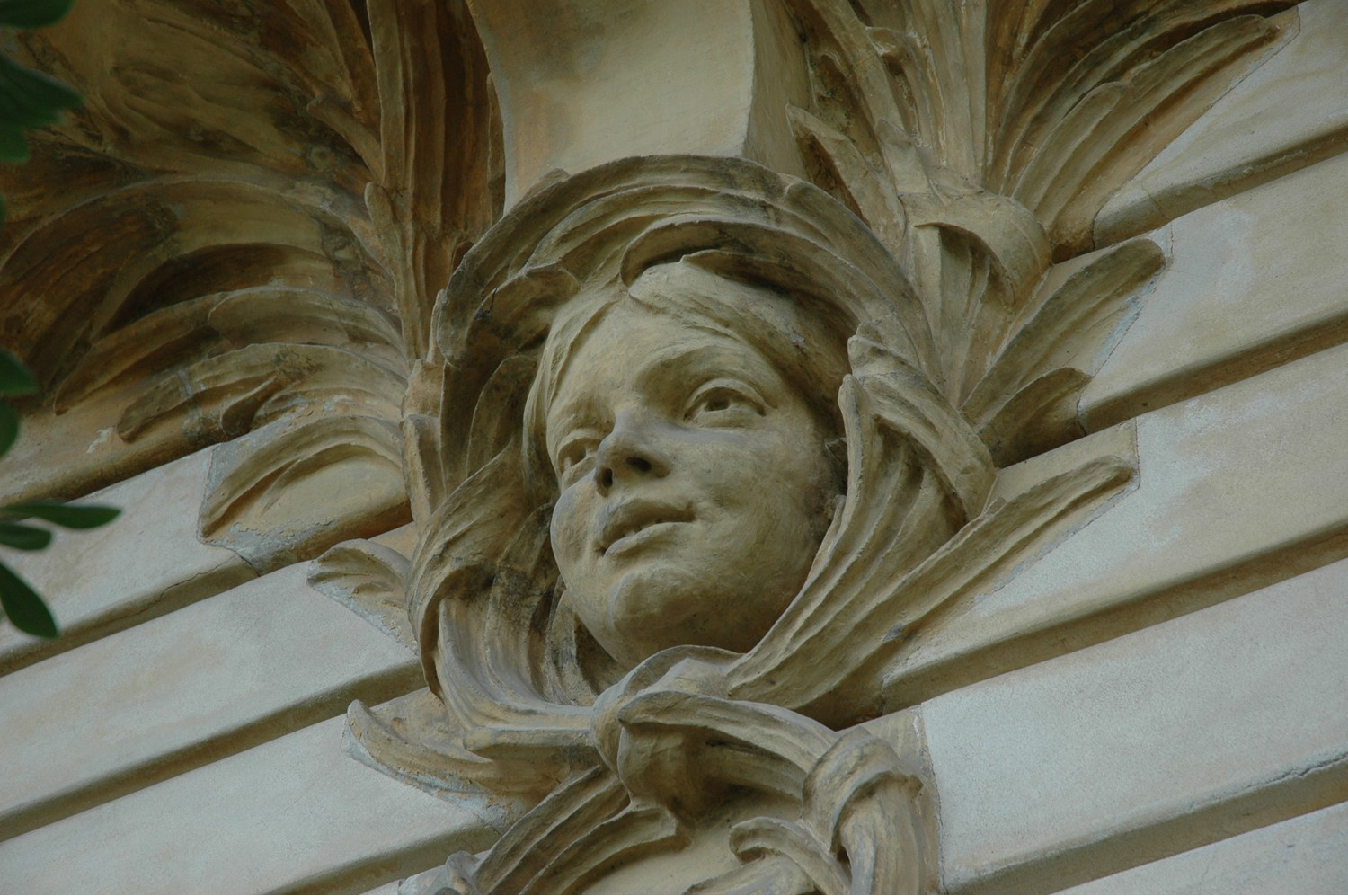
Detalle de una escultura del Mirador.

Su declive comenzó a perfilarse en 1912 cuando el gobernador prohibió el juego, lo que provocó la quiebra de la sociedad al cabo de un año. El complejo siguió funcionando como hotel, restaurante y parque de atracciones. Cogió un cierto impulso con motivo de la Exposición Internacional de 1929, pero el general Primo de Rivera volvió a prohibir el juego ese mismo año, lo que provocó el cierre progresivo de todas las actividades hasta que en 1930 se clausuraba definitivamente el restaurante.
Entonces el edificio se fue deteriorando y durante la guerra civil española se utilizó primero, como refugio contra los bombardeos y después como cuartel. Las instalaciones se derribaron en el año 1940 y hoy sólo quedan en pie restos de paredes y columnas, algunas habitaciones medio destruidas, esculturas escondidas entre la vegetación, entradas y túneles, fosas cerradas con hierro forjado, arcos, fuentes, fragmentos enteros de escalinatas y otros pequeños rincones. 

## Protección legal
Los restos del Casino y Gran Hotel de la Rabassada tienen la consideración de finca singular, incluida en el catálogo del parque natural de Collserola, por lo que vienen protegidos contra su expolio, menoscabo o alteración, por los artículos 323 y 324 del código penal, así como por los artículos 1 y 4 de la ley 16/1985, del patrimonio histórico, y 57 bis de su reglamento.  

## Actuales propietarios
La propiedad de la finca y del Casino ha pasado, por sucesión, a dos familias catalanas, residentes en Barcelona, con quienes es posible contactar por medio de la administración del parque natural de Collserola.     

## Prohibición de entrada
En la actualidad la finca se encuentra cerrada, existiendo en la entrada carteles indicativos de su condición de propiedad privada, con prohibición de paso.

## Transporte
Los jugadores llegaban en funicular o con los automóviles de la misma sociedad del hotel que salían del centro de Barcelona. El 19 de julio de 1911 se inauguró la línea de tranvía de la Arrabassada respondiendo a la necesidad de crear una comunicación fácil entre la ciudad y el casino y parque de atracciones. La línea fue estrechamente ligada a las vicisitudes del casino y pasó por momentos muy lánguidos y por varias suspensiones del servicio, dado el objetivo para el que servía. Para la inauguración se alquilaron 4 tranvías de Marsella que tuvieron que retornarse unos años más tarde, ya que eran poco aptos para el servicio que tenían que hacer. Se instauró de nuevo el servicio en régimen de alquiler para la compañía Las Tramways de Barcelone que asignó coches de la serie 200 y la línea salía de la plaza de Cataluña.
La línea estuvo en servicio hasta finales del año 1938 cuando fue utilizada por los barceloneses que huían de los bombardeos y por el personal del cuartel en que se había reconvertido el casino. El material y las instalaciones permanecieron inactivos e intactos hasta 1956, cuando se decidió su supresión definitiva.